# The Silent Revolution
Pour plus de détails, voir Fiche technique et Distribution.
The Silent Revolution est un film américain réalisé par Édouard de Laurot et Eckehard Munck, sorti en 1972.

## Synopsis
Ce documentaire s'intéresse aux découvertes de la biologie moléculaire.

## Fiche technique
- Titre : The Silent Revolution
- Réalisation : Édouard de Laurot et Eckehard Munck
- Photographie :
- Montage :
- Production : Eckehard Munck
- Société de production : Leonaris Films
- Pays de production :  États-Unis
- Genre : Documentaire
- Durée : 40 minutes
- Dates de sortie : 
  - États-Unis : 1972

## Distinctions
Le film a été nommé à l'Oscar du meilleur film documentaire.